# El. Venizelos
Pour les articles homonymes, voir Venizélos.
L’El. Venizelos (en grec : Ελ Βενιζέλος, El Venizélos) est un ferry appartenant à la compagnie grecque ANEK Lines. Commandé en 1979 par l'armateur suédois Stena Line, il est prévu pour être le troisième d'une série de quatre navires identiques construit par les chantiers Stocznia de Gdynia en Pologne. Mis sur cale en 1983 sous le nom de Stena Polonica et lancé l'année suivante, son contrat de construction sera cependant résilié par Stena Line en 1986 en raison d'un important retard pris dans les travaux de finition. Rachetée dans un premier temps par l'armateur norvégien Fred. Olsen & Co. en 1988, la coque du navire est finalement revendue en 1989 à la compagnie crétoise ANEK Lines qui la fait achever en Grèce au chantier de Perama. Mis en service en juin 1992 sur les lignes entre la Grèce et l'Italie sous le nom d‘El. Venizelos, il est à l'époque le ferry le plus imposant en Méditerranée et est encore à ce jour le plus grand sous pavillon grec. Remplacé en 2001 par des unités plus performantes sur les lignes greco-italiennes, il poursuit sa carrière en naviguant entre Le Pirée et la Crète ou sous affrètement par des exploitants divers et variés, notamment la Compagnie tunisienne de navigation ou la SNCM ou plus récemment Algérie Ferries.

## Histoire

### Origines et construction
En 1979, l'armateur suédois Stena Line signe un contrat portant sur la construction de quatre navires jumeaux avec les chantiers polonais Stocznia de Gdynia. Prévus pour être exploités sur les lignes de Stena en mer Baltique, ces car-ferries affichent des dimensions particulièrement imposantes avec une longueur de 175 mètres, un tonnage de 26 000 UMS et une apparence très massive.
Le chantier débute avec la pose de la quille du premier navire en 1981. La construction du troisième navire, baptisé Stena Polonica débute le 2 juillet 1983. Après son lancement qui a lieu le 28 octobre 1984, le chantier des quatre jumeaux commence à prendre du retard, les travaux de finitions s'éternisent et en 1986, les deux premiers navires ne sont toujours pas livrés. En conséquence, Stena Line décide de résilier les contrats du troisième et du quatrième navire. Inachevé, le Stena Polonica est racheté en 1988 par l'armateur norvégien Fred. Olsen & Co. qui le rebaptise officieusement Bonanza. Il est alors prévu que la coque du navire soit transférée en Allemagne afin d'être complétée mais le projet ne voit cependant pas le jour. En 1989, la coque est revendue à la compagnie grecque ANEK Lines pour la somme de 16,5 millions de dollars. Acheminé jusqu'en Grèce par le remorqueur Mærsk Blazer, il est stationné à Éleusis le 16 février 1989.
Les travaux de finition débutent au mois de novembre aux chantiers de Perama. Plusieurs modifications sont apportées au navire par rapport aux plans d'origine avec notamment une organisation légèrement différente des aménagements intérieurs, la suppression de la porte rampe avant, l'ajout d'une piscine extérieure ainsi que d'un bar-discothèque sur deux étages vraisemblablement inspiré de celui présent sur les anciens ferries japonais Lissos et Lato, acquis par ANEK quelques années auparavant. Renommé dans un premier temps Kydon II, il est finalement baptisé El. Venizelos en hommage à Eleftherios Venizelos, célèbre homme politique grec d'origine crétoise. Après deux ans et demi de finitions, le navire est livré à ANEK Lines au mois de juin 1992, soit près de neuf ans après le début de sa construction. L‘El. Venizelos est alors le plus grand car-ferry de la Méditerranée, détrônant ainsi le Danielle Casanova de la SNCM.

### Service
Peu de temps après sa livraison, l‘El. Venizelos est mis en service en juin 1992 et effectue quelques allers-retours entre Le Pirée et la Crète avant d'être transféré sur les lignes entre la Grèce et l'Italie à compter du 8 juillet. Navire amiral d'ANEK Lines, ses dimensions en font également le plus gros ferry sous pavillon grec. Affecté sur les lignes greco-italiennes pendant l'été, il dessert les lignes reliant Le Pirée et la Crète durant la basse saison.
À partir de la seconde moitié des années 1990, la concurrence sur les lignes entre la Grèce et l'Italie s'intensifie à la suite de la mise en service des flottes de navires rapides de grandes dimensions des compagnies rivales Superfast Ferries et Minoan Lines. Afin de se maintenir au niveau de ses concurrents, ANEK décide de remplacer l‘El. Venizelos par des unités plus rapides. Supplanté en 2001 par l‘Hellenic Spirit, il est affrété au mois de juillet par les autorités italiennes et employé pendant une semaine comme hôtel flottant à Gênes dans le cadre du sommet du G8 de 2001.
Pour la saison estivale 2003, le navire est paré d'une livrée faisant la promotion de l'opérateur téléphonique grec Cosmote. Il conservera cette livrée jusqu'en 2005. À l'issue de la saison, il est affrété entre le 21 octobre et le 2 novembre pour une croisière autour de la mer Égée et de la mer Noire. Il escale notamment à Istanbul, Odessa, Yalta, Trabzon et Thessalonique.

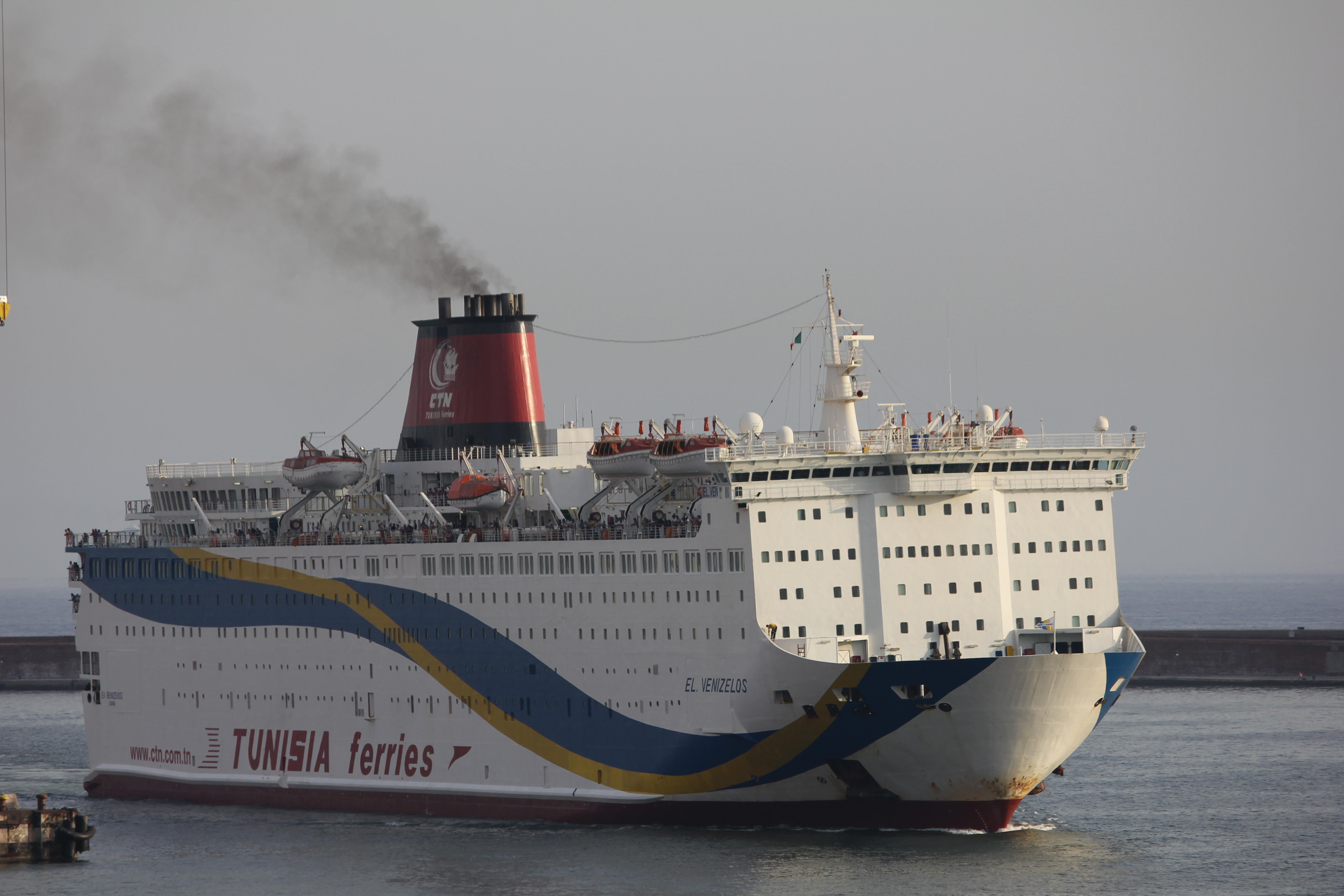
L‘El. Venizelos arborant les couleurs de la CTN.

À partir de l'été 2004, l‘El. Venizelos est affrété par la Compagnie tunisienne de navigation (CTN) qui l'utilise entre juin et septembre afin de renforcer les lignes entre la Tunisie, l'Italie et la France. Il en sera de même chaque saison d'été jusqu'en 2011.
Durant les basses saisons, le navire retourne au sein de la flotte d'ANEK Lines qui l'emploie sur ses lignes régulières mais également sur des croisières en Méditerranée comme du 27 octobre au 9 novembre où il se rend dans plusieurs villes d'Afrique du Nord telles que Port-Saïd, Alexandrie, Benghazi, Tripoli, Gabès, mais aussi à Malte. Sa croisière suivante, réalisée entre le 26 octobre et le 7 novembre 2006 l'emmènera à Palerme, Cagliari, Ajaccio, Nice, Civitavecchia et Naples. Il effectuera une dernière croisière entre le 5 et le 18 novembre 2006 et réalisera des escales en Afrique du Nord et les îles Baléares.
À compter de février 2011, l‘El. Venizelos, à l'instar d'autres navires de la flotte d'ANEK, est utilisé pour évacuer la population libyenne en raison de la guerre civile faisant rage dans le pays. Il réalise à cet effet plusieurs voyages entre la Grèce et la Libye entre le 22 février et le 16 mars.
C'est également en 2011 que le navire achève sa dernière saison estivale sous affrètement par la CTN. La compagnie tunisienne s'apprêtant en effet à réceptionner son nouveau fleuron le Tanit, dont la construction est sur le point de se terminer en Corée du Sud.
Désarmé à Perama, il ne reprend la mer qu'en juin 2012 entre Le Pirée et La Canée en remplacement du ferry Lato. Il reste positionné sur cet axe jusqu'au 21 avril 2013 avant d'être affrété au mois de mai par la SNCM.
Repeint aux couleurs de la compagnie française en prévision de sa future affectation, le navire troque sa livrée fantaisiste pour une bande bleue bordant les hublots du pont 8. Il quitte Perama le 19 mai pour rejoindre Marseille.
Affrété pour une durée de quatorze mois afin de remplacer le car-ferry Île de Beauté, l‘El. Venizelos est prévu pour être exploité sur les liaisons de la SNCM entre Marseille, la Tunisie et l'Algérie. Arrivé dans la cité phocéenne le 21 mai, il débute ses rotations vers le Maghreb le 25 mai. Au cours de la saison estivale, il effectue quelques traversées vers la Corse et escale à Porto-Vecchio chaque samedi.
Du 4 au 16 septembre, le car-ferry sert d’hôtel flottant dans le port de Nice afin de loger les participants des Jeux de la Francophonie.
Exploité sous pavillon grec, il était prévu que le navire soit francisé dès 2014. Toutefois, la SNCM mettra un terme à l'affrètement de l‘El. Venizelos le 30 septembre après seulement quatre mois d'exploitation. La compagnie a en effet été confrontée à de nombreux ennuis techniques avec le navire durant l'été, notamment concernant sa vitesse qui s'est avérée bien inférieure à celle mentionnée dans le contrat d'affrètement. De retour au Pirée le 3 octobre, l‘El. Venizelos est restitué à ANEK.
En janvier 2014, il est affrété pour servir d'hôtel flottant afin d'héberger les sinistrés de la ville d'Argostóli, frappée par un séisme de magnitude 6,1.
Au cours de l'été 2014, le navire est affrété par le consortium sarde GoInSardinia et navigue entre juillet et août sur les liaisons reliant Livourne à la Sardaigne. Le 28 août, la compagnie en difficulté est contrainte de mettre fin à l'exploitation de la ligne alors que l‘El. Venizelos devait assurer une traversée entre Olbia et Livourne, entraînant le blocage à quai d'environ 1 500 passagers. GoInSardinia n'ayant plus les moyens de payer l'affrètement du navire, celui-ci regagne la Grèce dès le mois de septembre et navigue un temps entre Le Pirée et La Canée avant d'être désarmé à Salamine le 15 septembre.
Le 14 août 2015, il est affrété par les autorités grecques afin d'héberger les réfugiés syriens débarquant sur l'île de Kos. À partir du 19 août, il achemine des migrants vers Le Pirée depuis Mytilène.
Au mois de juin 2016, l‘El. Venizelos est affrété par la compagnie marocaine Africa Morocco Link (AML), fruit d'un partenariat entre la BMCE Bank et le groupe Attica. Exploité à compter du mois de juillet entre Tanger et Algésiras en Espagne, son exploitation sera interrompue le 30 septembre. Le navire s'avère en effet trop imposant au regard de la très courte durée des traversées. Durant cet affrètement, sa livrée avait été modifiée et sa coque repeinte en bleu marine, couleurs d'AML.

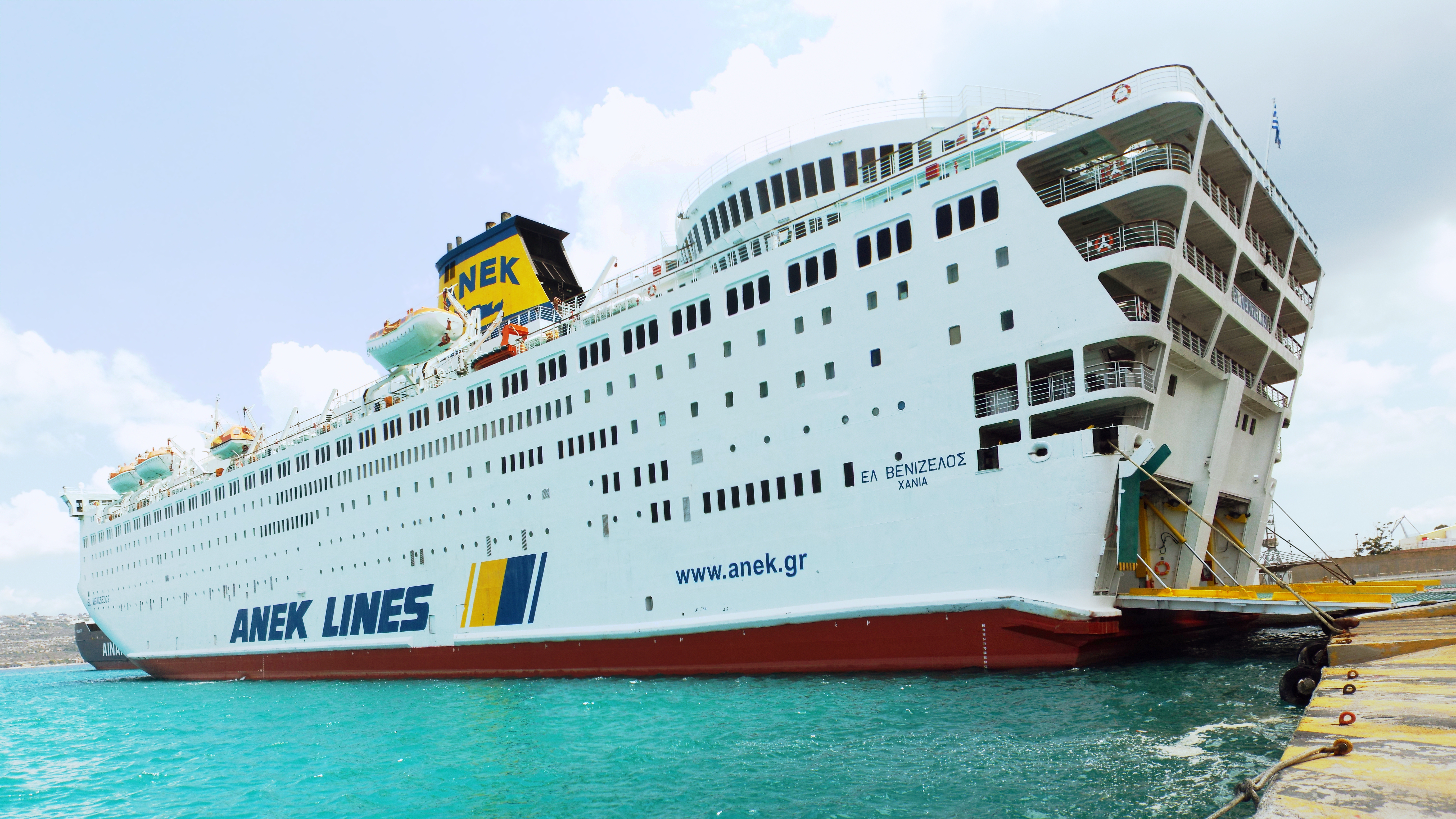
L‘El. Venizelos à Souda en 2018.

De retour au sein de la flotte d'ANEK Lines, l‘El. Venizelos est remis en service entre Le Pirée et la Crète en 2017. Entre l'hiver et le printemps 2018, d'importants travaux de rénovations sont entrepris à bord, incluant notamment la modernisation de la décoration des espaces intérieurs.
Le 29 août 2018, peu après son départ du Pirée, un incendie éclate au niveau du garage. Le navire fait alors demi-tour et rejoint Le Pirée aux alentours de 4h du matin. Les quelque 1 000 passagers sont débarqués dans le calme tandis que les pompiers s'affairent à combattre les flammes qui sont éteintes quelques heures plus tard. Le sinistre aura occasionné des dégâts au niveau du pont garage qui nécessitera l'immobilisation du navire pour réparations. Après quelques mois de travaux, il reprend ses traversées vers la Crète.
En mars 2020, le navire est affrété par une société turque qui l'emploie comme hôtel flottant à Cadix afin de loger des ouvriers. Au même moment, l'Espagne, comme le reste de l'Europe, est frappée par la pandémie de Covid-19. Alors que le navire regagne la Grèce en raison de l'interruption du contrat d'affrètement, trois cas de personnes contaminées par le virus sont identifiés à bord le 30 mars. Le navire, devant rapatrier les 383 travailleurs dans leurs pays d'origine, se voit interdire l'accès aux ports grecs et turcs. Au 2 avril, le nombre de cas passe à 119 personnes, forçant l'équipage à mouiller le navire au large du Pirée durant quatorze jours. Une fois les travailleurs débarqués, l‘El. Venizelos est désarmé à Perama à compter du 25 avril. Il ne reprendra du service sur ses lignes habituelles qu'à l’été 2023.
En 2025, L‘El. Venizelos est affrété par la compagnie publique Algérie Ferries pour la saison estivale. Retiré du service au printemps, il rejoint les chantiers d'Éleusis où les logos de la compagnie publique algérienne sont peints sur ses flancs et sa cheminée. Le navire quitte ensuite la Grèce le 15 juin pour rejoindre l'Algérie et arrive au port d'Alger quelques jours plus tard, le 18 juin. Il appareille de la capitale algérienne le 22 juin pour sa première traversée à destination de Marseille qu'il atteint le lendemain. Son retour dans la cité phocéenne est cependant marqué par son immobilisation par les autorités française dans le cadre d'une inspection qui révèlera plusieurs anomalies.

## Aménagements
L‘El. Venizelos possède 12 ponts. Les locaux passagers se situent sur la totalité des ponts 7 à 9 ainsi qu'une partie des ponts 5, 6, 10 et 11 tandis que ceux de l'équipage occupent une partie des ponts 7 et 10. La totalité des ponts 3 et 4 ainsi qu'une partie des ponts 5 et 6 sont pour leur part consacrés aux garages.

### Locaux communs
L‘El. Venizelos propose à ses passagers de nombreuses installations majoritairement situées sur le pont 9. Parmi elles se trouvent un bar-salon situé à l'avant, un restaurant à la carte au milieu ainsi qu'un self-service à l'arrière. Sur le pont 10 se trouve un bar-discothèque sur deux étages et un bar extérieur avec piscine est également situé sur le pont 11.

### Cabines
L‘El. Venizelos est équipé de 1 606 couchettes réparties pour la plupart dans des cabines à quatre situées principalement sur les ponts 7 et 8 mais aussi sur les ponts 5, 6 et 10. Interne et externes, toutes les cabines sont équipées de sanitaires comprenant douche, WC et lavabo. Quelques cabines à l'avant des ponts 7, 8 et 10 sont des suites.

## Caractéristiques
L‘El. Venizelos mesure 175,40 mètres de long pour 28,50 mètres de large, son tirant d'eau est de 6,70 mètres et sa jauge brute est de 38 261 UMS. Le navire peut embarquer 2 800 passagers et possède un garage pouvant contenir 850 véhicules répartis sur quatre niveaux et accessible par deux portes-rampes arrières. Sa propulsion est assurée par quatre moteurs diesel Zgoda-Sulzer 16ZV 40/48 développant une capacité de 34 130 kW entraînant deux hélices à pas variables faisant filer le bâtiment à plus de 22 nœuds. Le car-ferry est aussi doté de deux propulseurs d’étrave et d'un stabilisateur anti-roulis à deux ailerons repliables. Il est pourvu de six embarcations de sauvetages fermées de grande taille, complétées par deux embarcations de secours, une embarcation semi-rigide ainsi que de nombreux radeaux pneumatiques.

## Lignes desservies
Depuis sa mise en service, l‘El. Venizelos navigue sur les différentes lignes d'ANEK Lines selon la période, principalement entre Le Pirée et la Crète vers La Canée et parfois Héraklion. Dans les années 1990, le navire naviguait essentiellement entre la Grèce et l'Italie sur la ligne Patras - Igoumenitsa - Corfou - Trieste jusqu'en 2003. Dans les années, 2000, il était parfois employé sur des croisières autour de la Méditerranée.
Le navire a également navigué sous affrètement par d'autres armateurs, en particulier la CTN qui l'a employé entre Tunis, Marseille et Gênes chaque été de 2004 à 2011. Entre mai et septembre 2013, il a été exploité par la SNCM entre Marseille, Tunis et Alger mais aussi vers la Corse entre Marseille et Porto-Vecchio au cours de l'été. Durant l'été 2014, il a effectué la liaison entre Olbia, Arbatax et Livourne pour le compte de la compagnie sarde GoInSardinia. De juillet à septembre 2016, il a navigué sous affrètement par la compagnie marocaine AML entre le Maroc et l'Espagne sur la ligne Tanger - Algésiras.
Durant l'été 2025, il est employé par Algérie Ferries entre l'Algérie et la France sur la ligne Alger - Marseille.